# Sierra de Guadarrama
Die Sierra de Guadarrama ist eine maximal 2428 m hohe Bergkette in Zentralspanien, die den mittleren Teil des Iberischen Scheidegebirges bildet.

## Etymologie
Die Sierra de Guadarrama erhielt ihren Namen durch den Fluss Guadarrama, der im Inneren des Gebirgszuges entspringt. Das Wort Guadarrama kommt vom arabischen وادي الرّمل / Wādī ar-raml, was „Fluss des Sandes“ bedeutet (Wād = „Fluss“, raml = „Sand“). Der Ursprung des Namens zeigt, welchen wichtigen Einfluss die arabisch-maurische Besetzung vom 7. bis 11. Jahrhundert auf dieses Gebiet hatte.

## Geografie

### Lage
Die Sierra de Guadarrama befindet sich zwischen der Sierra de Gredos in der spanischen Provinz  Ávila und der Sierra de Ayllón in der Provinz Guadalajara. Die Bergkette erstreckt sich von Südwesten nach Nordosten, reicht dabei südlich in die Provinz Madrid hinein, und besitzt Ausläufer nach Norden in die Provinz Segovia. Die Gesamtlänge beträgt etwa 80 km und erreicht mit dem höchsten Berg Peñalara eine Höhe von 2428 m.
Die Nähe des Gebirges zur Hauptstadt Madrid hat dazu geführt, dass es als Naherholungsgebiet der Stadt heutzutage stark überlaufen ist. Eine Vielzahl von Pässen sowie einige Eisenbahnlinien ermöglichen die Erschließung der Sierra de Guadarrama. Auch für sportliche Aktivitäten werden die Berge genutzt, wie beispielsweise das Vorhandensein von mehreren Skigebieten bezeugt. Schon in der Geschichte Spaniens hat die Sierra de Guadarrama aufgrund ihrer Nähe zur Hauptstadt eine große Rolle gespielt.

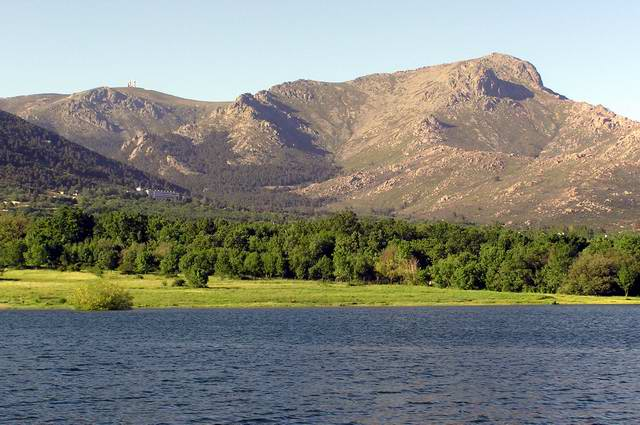
Die Berge Bola del Mundo und La Maliciosa vom Stausee Navacerrada fotografiert

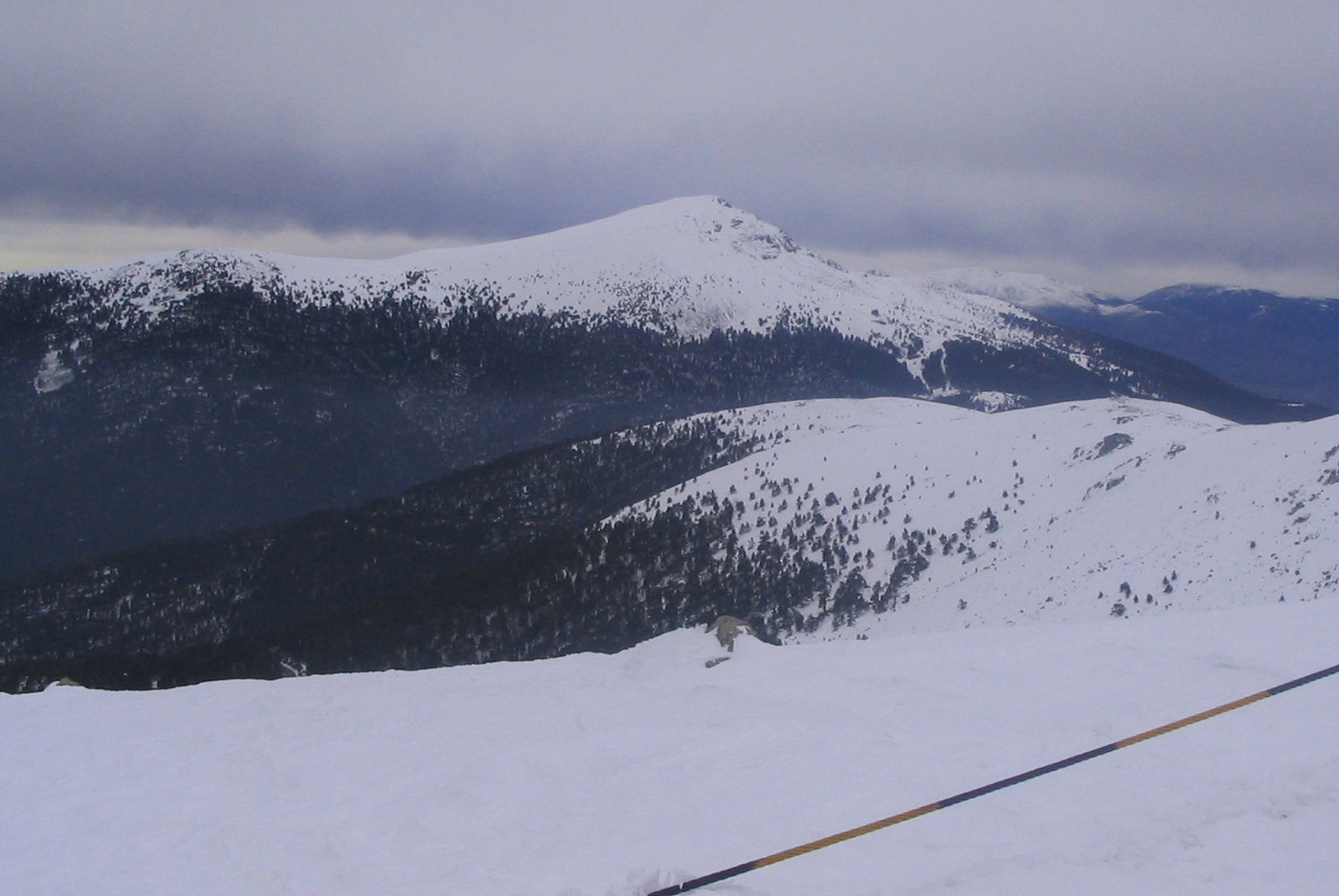
Peñalara, der höchste Berg der Sierra

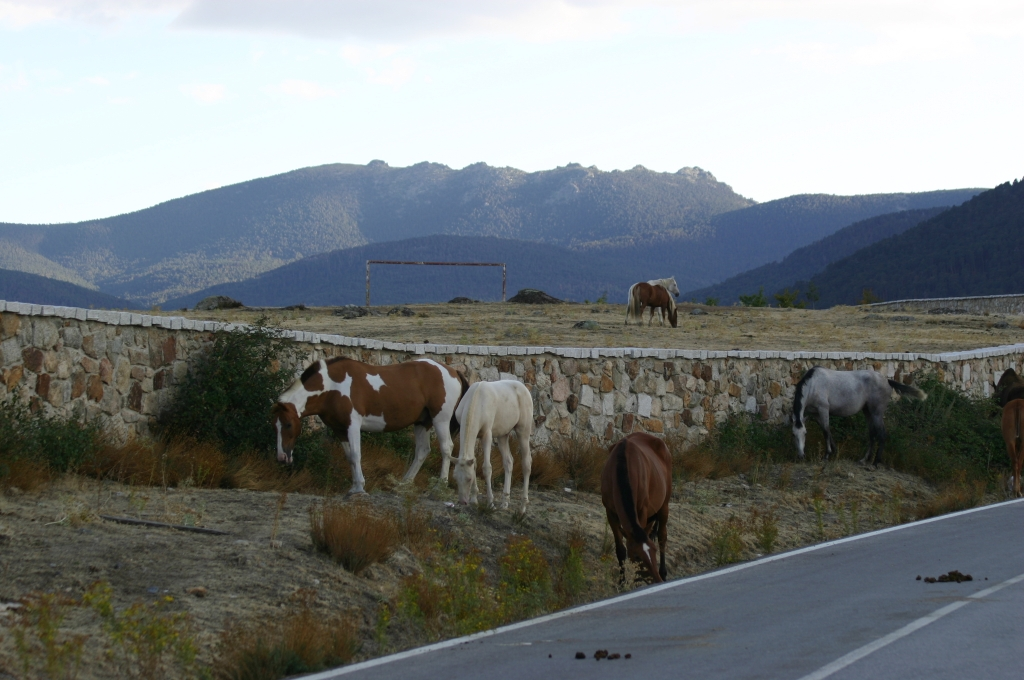
Blick auf den Berg Siete Picos aus dem Tal Valsaín

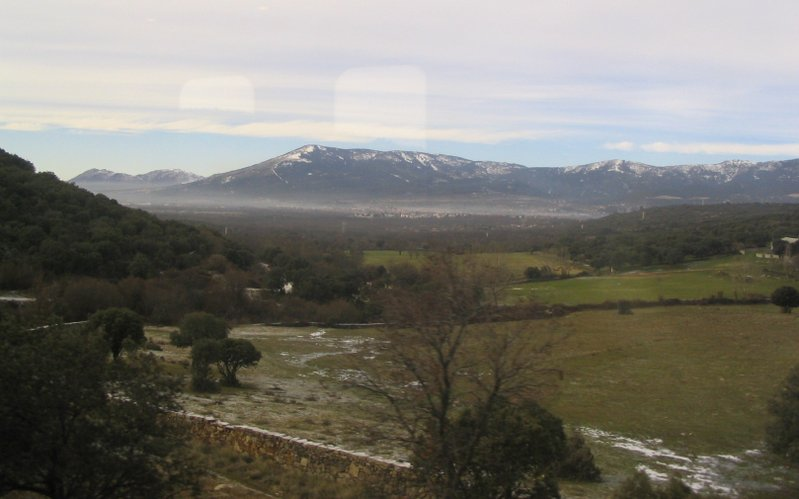
Steineichen mit dem Berg Abantos (1753 m) im Hintergrund

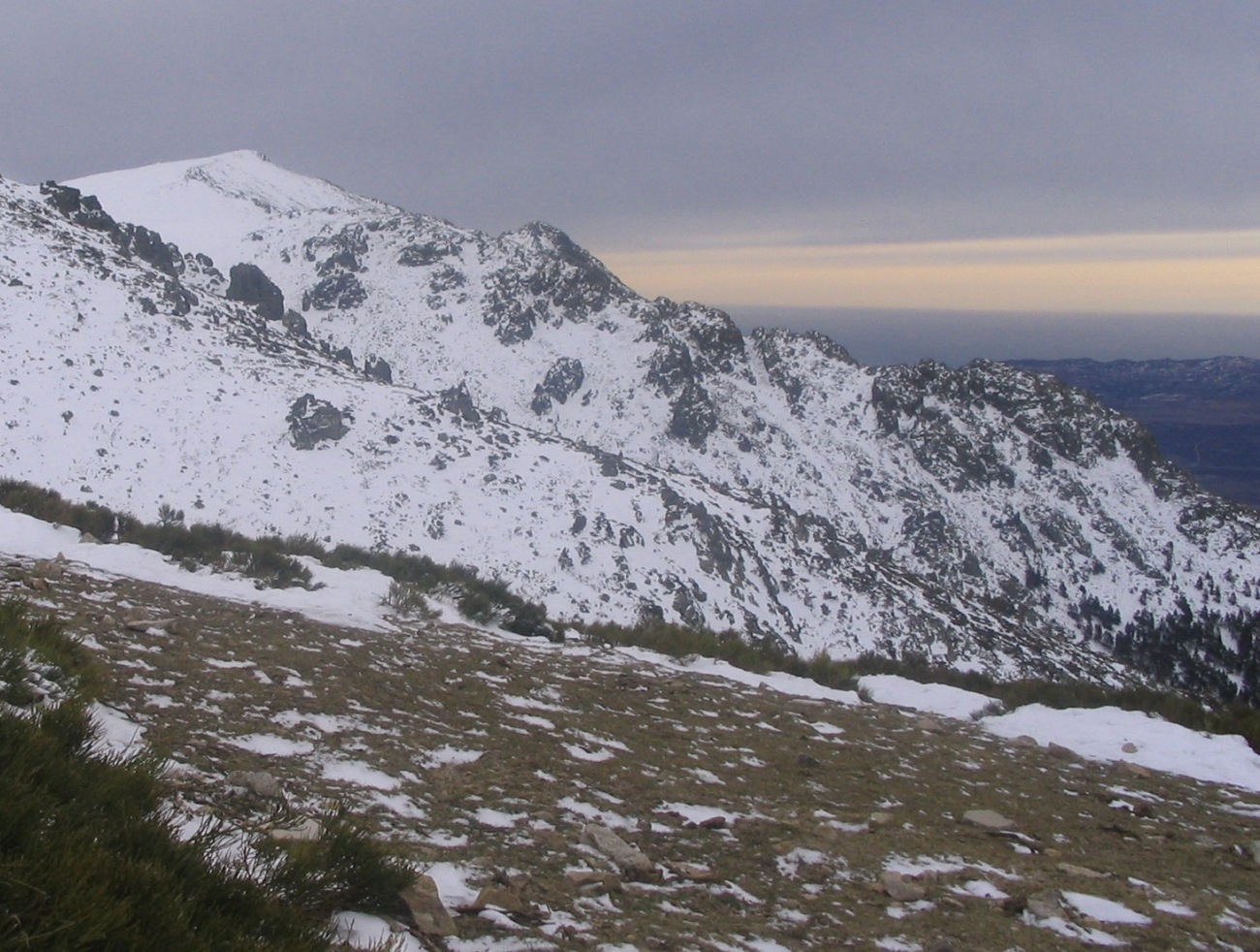
La Maliciosa, einer der wichtigsten Berge

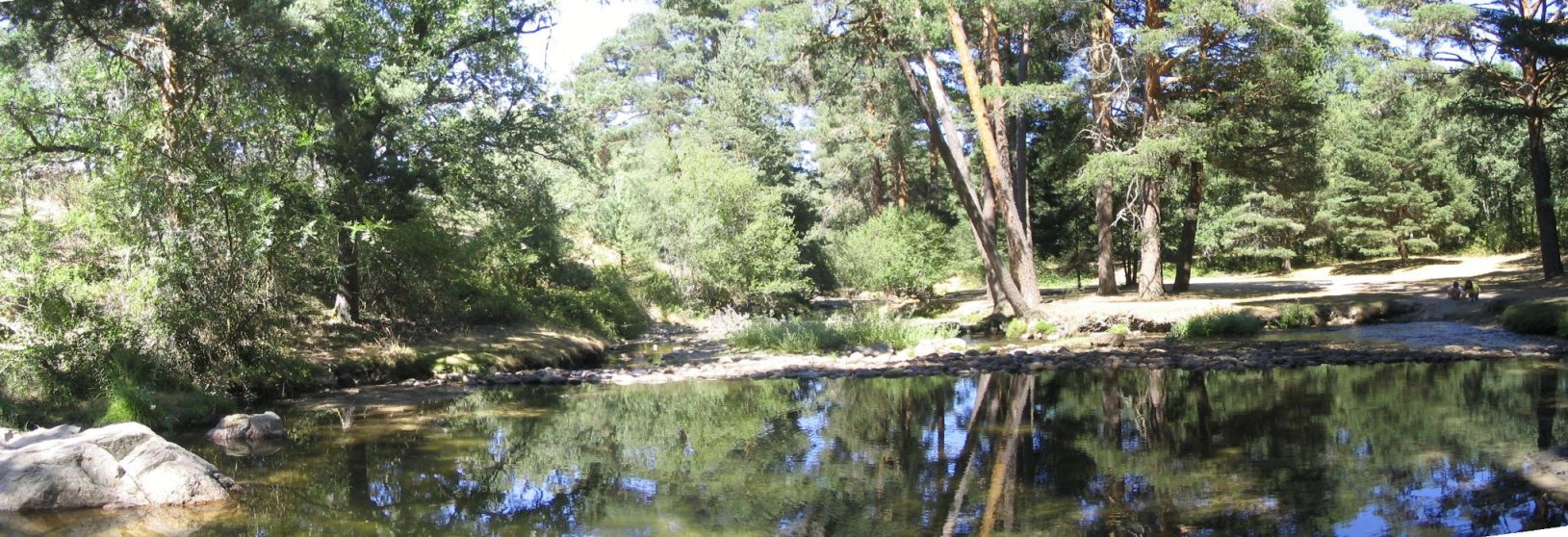
Kleiner Stausee im Fluss Eresma, ideal für ein Bad im Sommer

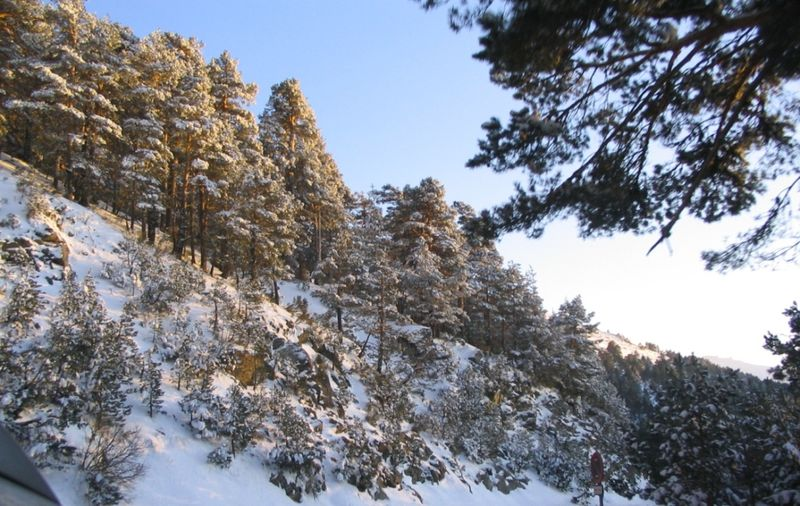
Für die Sierra typischer, mit Schnee bedeckter Kiefernwald

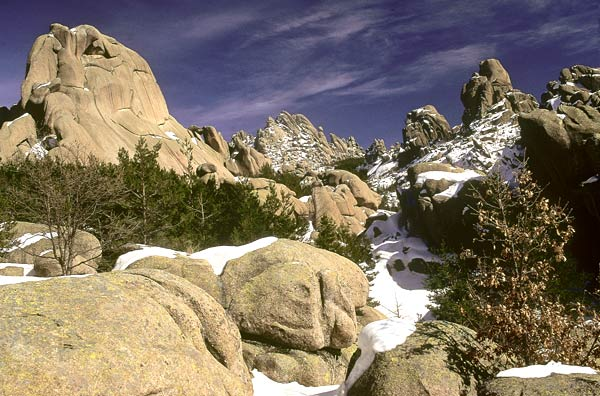
Eigentümliche Formen des Granitfelsens La Pedriza

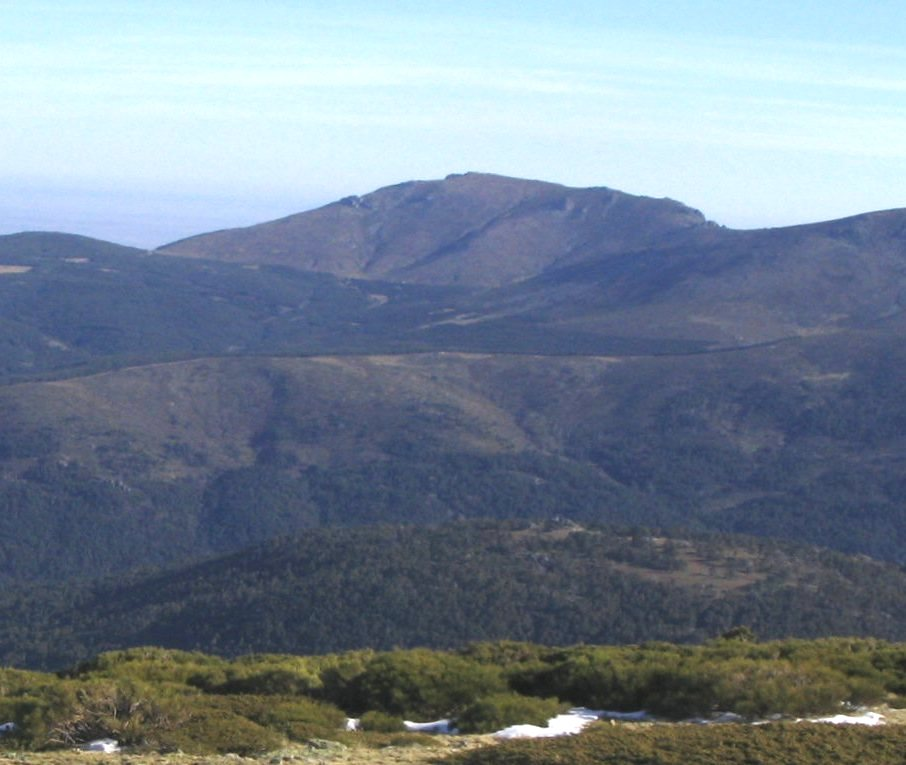
Nordseite des La Najarra

### Allgemeine Daten
Die etwa 80 km lange Sierra de Guadarrama verläuft von Südost nach Nordost und ist Teil der natürlichen Verwerfung zwischen der nördlichen und der südlichen Meseta. Diese bilden den mittleren Teil der iberischen Halbinsel, und den östlichen Teils des iberischen Scheidegebirges (Sistema Central). Der Fuß dieser Berge liegt auf einer Höhe von 900 bis 1200 m, die mittlere Höhe der wichtigsten Berge liegt bei ungefähr 1000 m. Der höchste Berg ist der Peñalara mit seinen knapp 2430 m. Die Sierra de Guadarrama beginnt im Tal des Flusses Alberche, der sie von der Sierra de Gredos trennt, und endet am Pass von Somosierra, der als Wasserscheide der Einzugsgebiete der Flüsse Tajo und Duero dient. So münden die Flüsse Jarama, Guadarrama und Manzanares in den Tajo, und die Flüsse Duratón, Cega und Eresma in den Duero. Die geographischen Koordinaten des nordöstlichen Endes der Sierra liegen bei 41°4' N 3°44' O, die Koordinaten des südwestlichen Endes bei 40°22' N 4°18' O.
Außer dem Haupthöhenzug geht von der Sierra ein Nebenarm ab, der in Ost-West-Richtung verläuft. Er trägt den Namen Cuerda Larga oder Montes Carpetanos, obwohl der zweite Name auch genutzt wird für den nördlichen Teil des Haupthöhenzuges, zwischen Peñalara und Somosierra. Dieser Nebenarm beginnt am Pass von Navacerrada, ist 15 km lang und reicht bis ins Stadtgebiet der Hauptstadt Madrid. Bis dieser Nebenarm den Pass von Morcuera erreicht, ist der imposante Höhenzug an keiner Stelle niedriger als 2000 m. Ab hier verringert sich seine Höhe bis zum Bergmassiv von Patones, wo die Flüsse Lozoya und Jarama zusammenfließen. Der höchste Berg des Nebenarmes Cuerda Larga ist der Cabezas de Hierro mit 2383 m.
Zwischen der Cuerda Larga und dem Hauptgebirgszug der Sierra de Guadarrama erstreckt sich das Tal des Lozoya (Valle del Lozoya), eines der besten Beispiele für ein Bergtal des iberischen Scheidegebirges (Sistema Central). Das Tal ist von großer touristischer Bedeutung, sowohl im Winter (Bergsport, Ski) als auch im Sommer. Neben dem Hauptgebirgszug gibt es einen weiteren Nebenzug, der sich La Mujer Muerta („die tote Frau“) oder Sierra del Quintanar nennt. Dieser Nebenzug beginnt am Pass von Fuenfría (puerto de la Fuenfría), verläuft von Osten nach Westen und liegt komplett in der Provinz Segovia. Er ist 11 km lang, und mehrere seiner Berge überschreiten die 2000 m, unter anderem der Monton de Trigo („Weizenberg“).
Zusätzlich zu den Hauptgebirgszügen Cuerda Larga und Mujer Muerta existieren verschiedene kleinere Gebirgszüge und Hügel am Rand der großen Gebirge. Auf dem Gebiet der Provinz Segovia liegen, von Nord nach Süd, der Cerro de las Cardosillas (1635 m), der Cerro de Matabueyes (1485 m), der Cerro del Caloco (1565 m) und die Sierra de Ojos Albos (1662 m). Auf der Seite der Provinz Madrid befinden sich, von Nord nach Süd, der Cerro de San Pedro (1423 m), die Sierra del Hoyo (1404 m), der Cerro Cañal (1331 m) und Las Machotas (1466 m).

## Bildergalerie

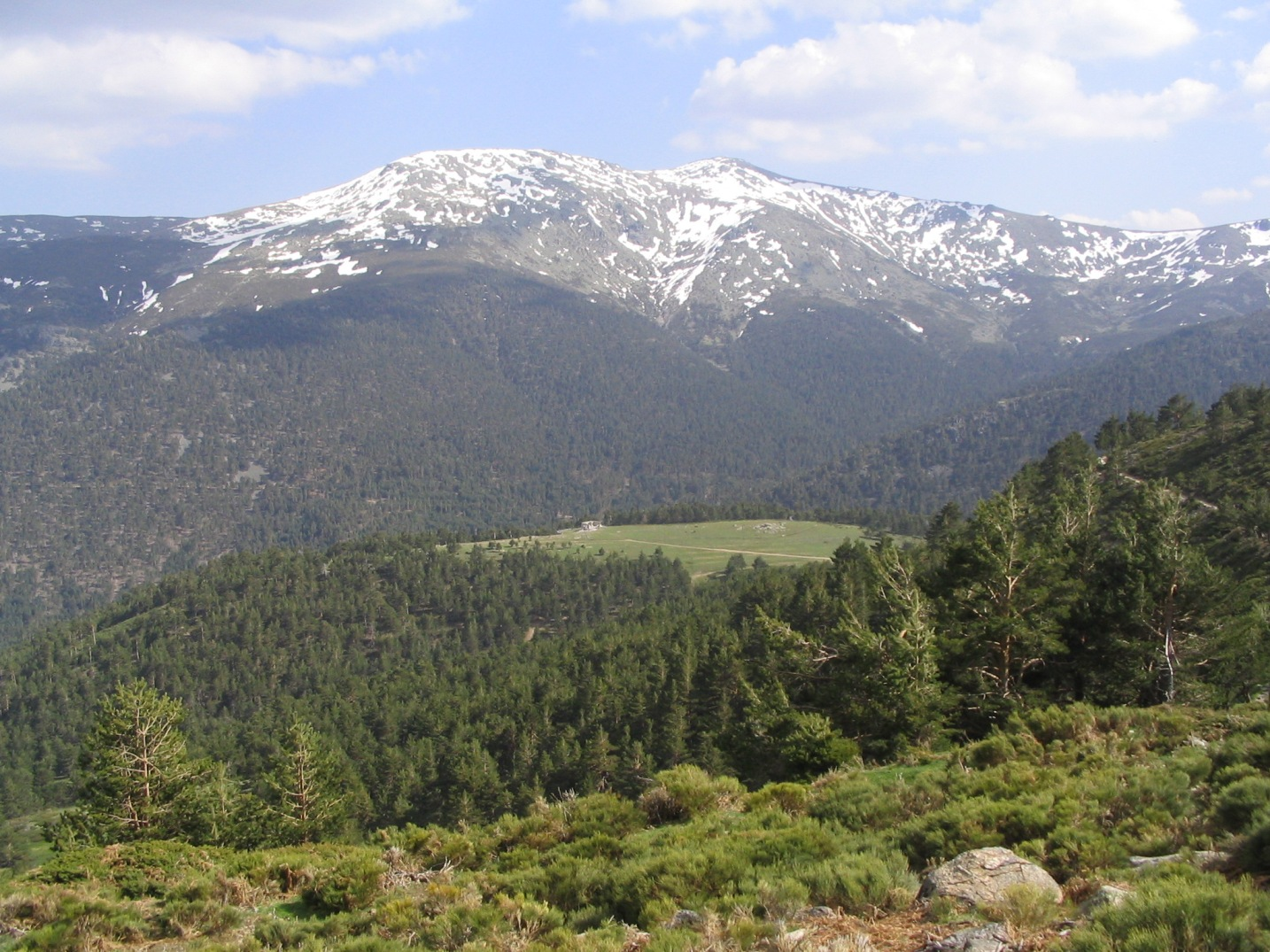
Nordseite der Cabezas de Hierro im Frühling
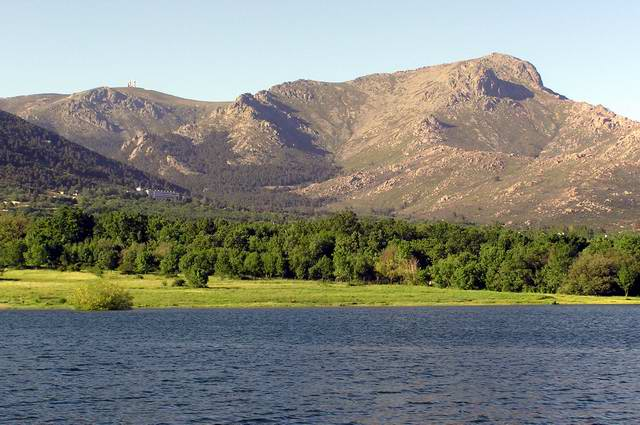
Ausblick auf die Bola del Mundo und La Maliciosa Navacerrada Staudamm
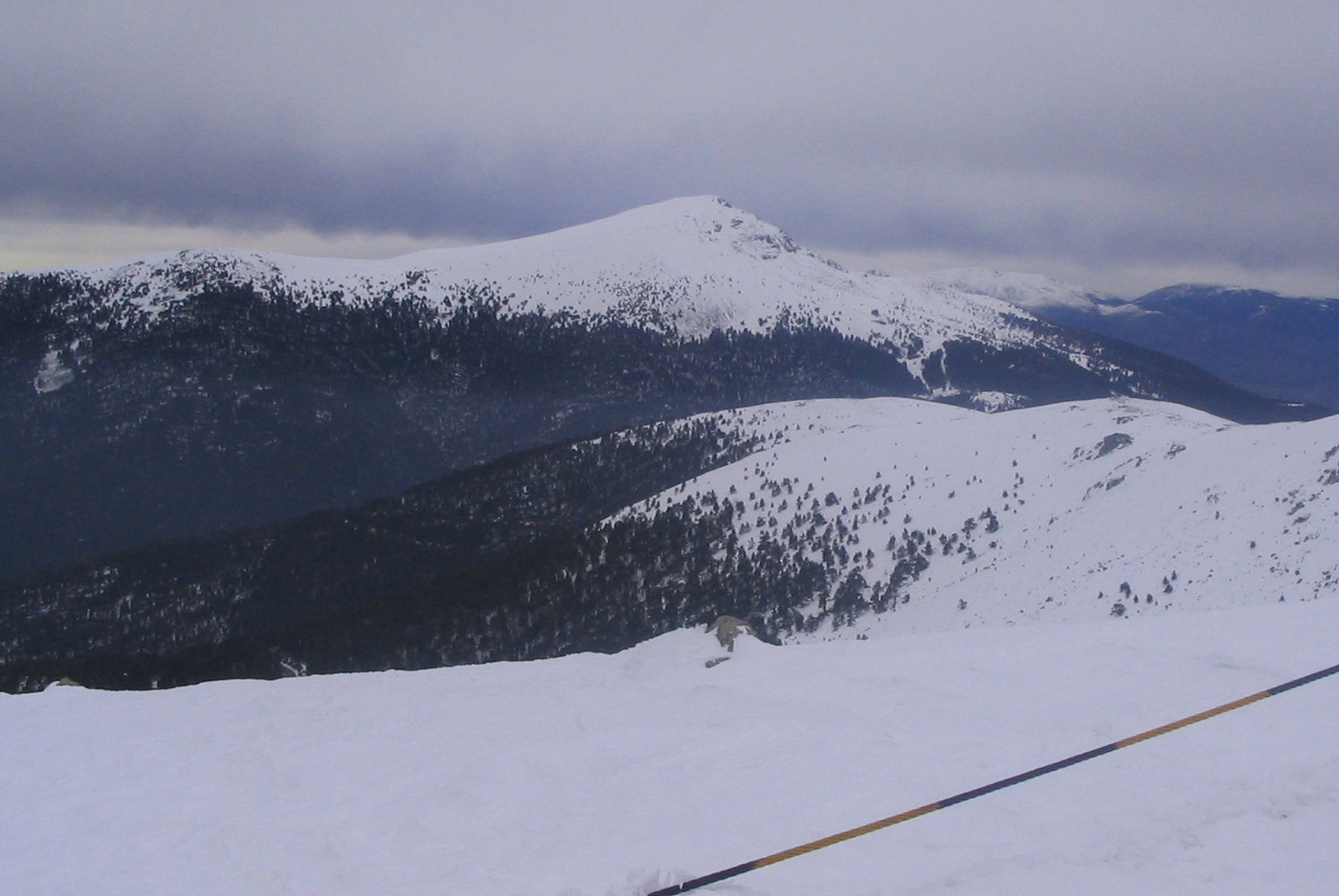
Blick auf den Peñalara-Gipfel, den höchsten Berg der Sierra de Guadarrama
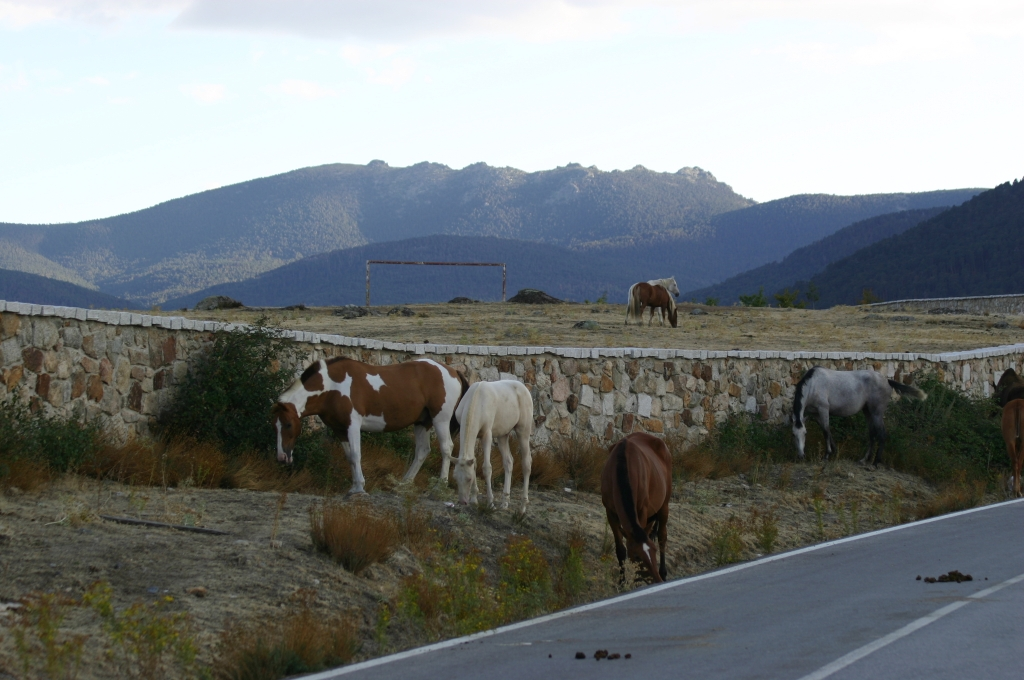
Ausblick auf die Siete Picos vom Valsaín-Tal aus gesehen
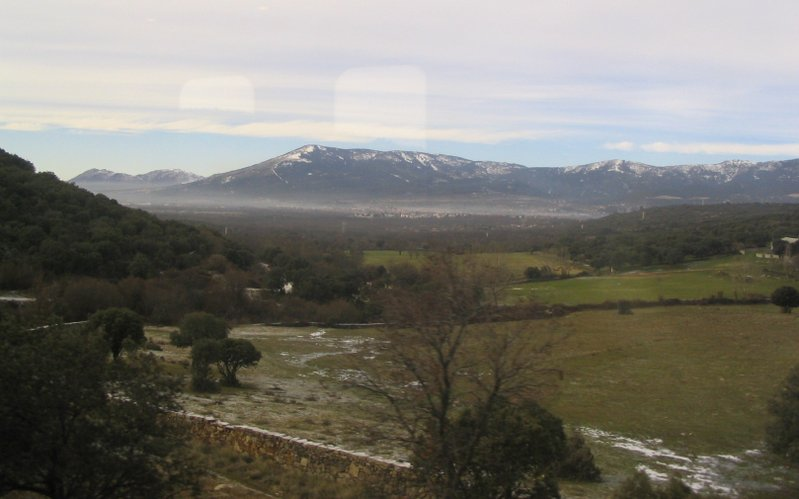
Steineichen im Winter mit dem Monte Abanos im Hintergrund
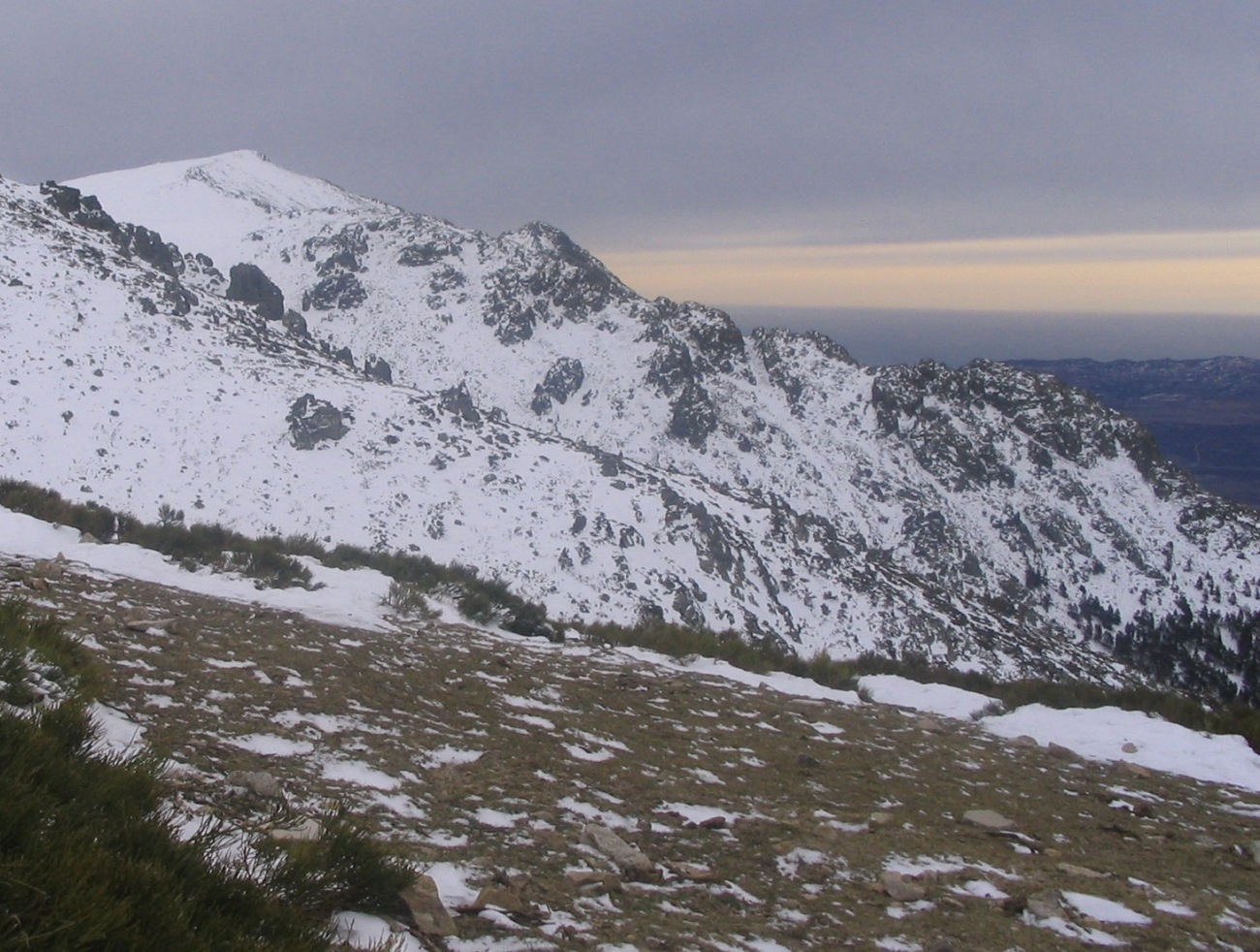
La Maliciosa-Gipfel im Winter
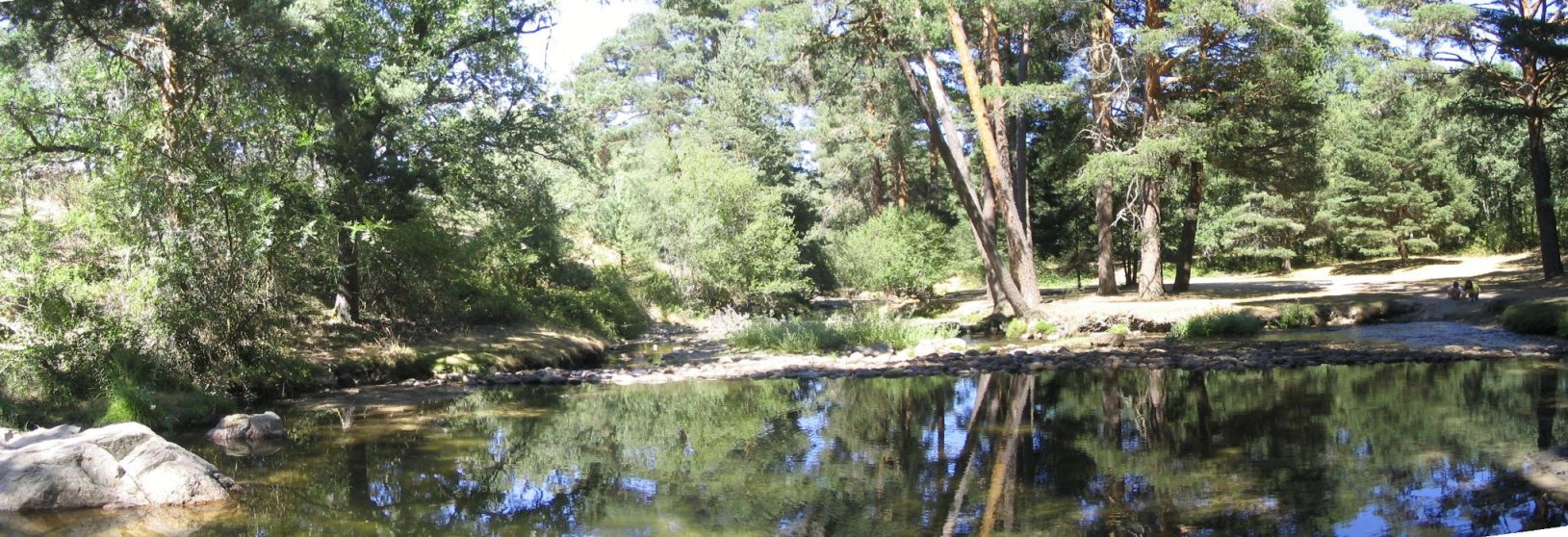
Am Eresma-Fluss
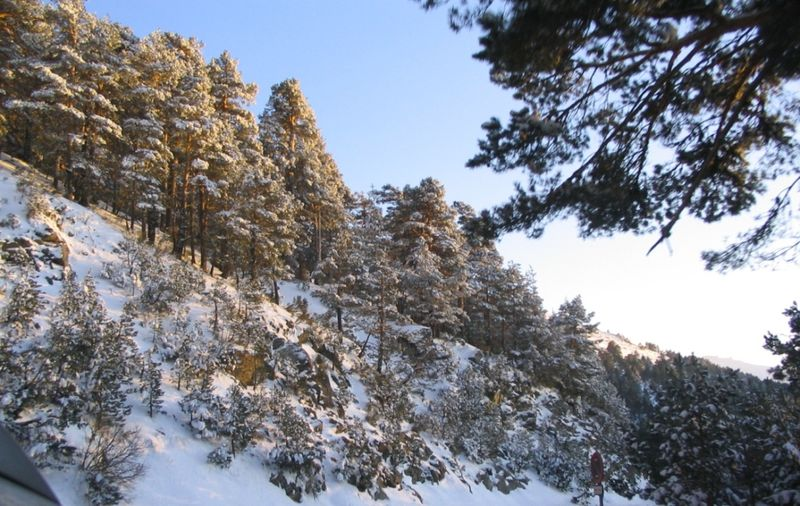
Typische Kiefernwälder im Winter
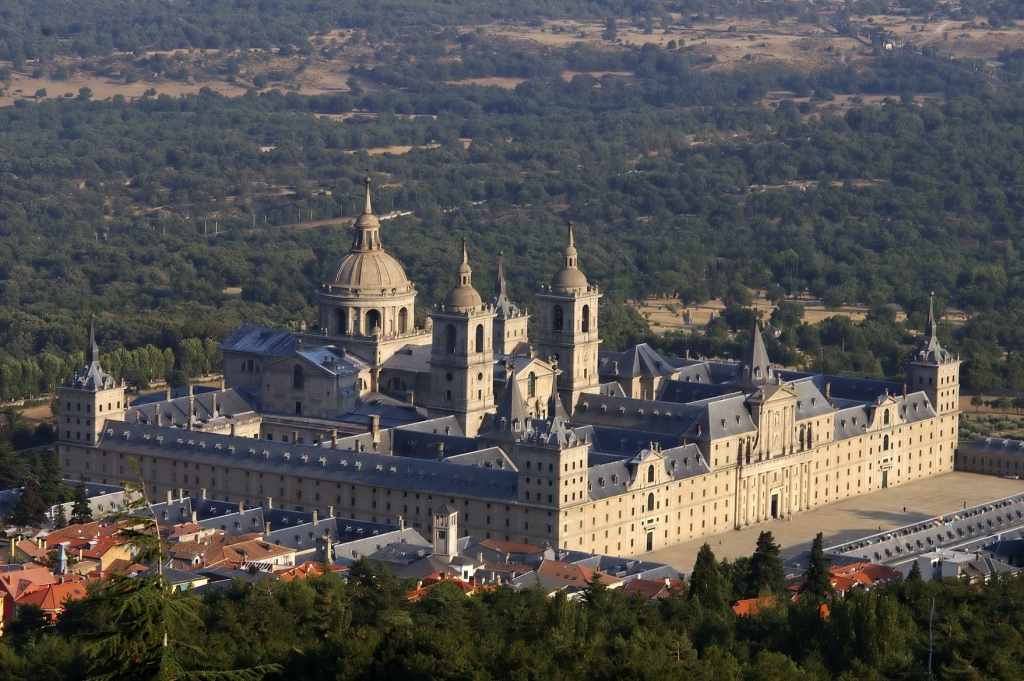
Klosterresidenz El Escorial, Blick auf die Gesamtanlage
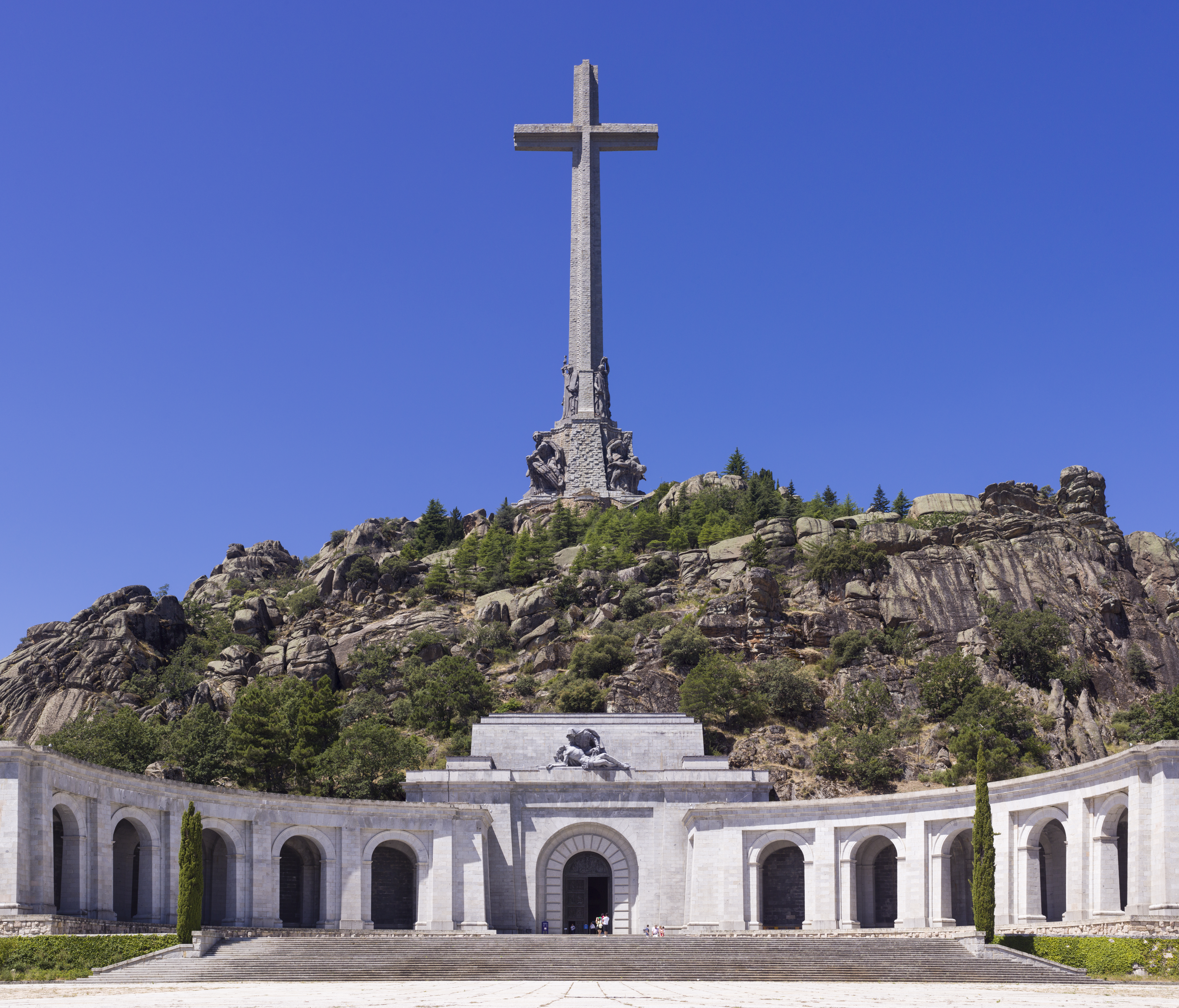
Valle de los Caídos

### Berge
Die Sierra de Guadarrama ist ein Höhenzug mit einer sanften Silhouette, also ohne besonders hervorstehende einzelne Berge, obwohl es natürlich Ausnahmen gibt. In der nachfolgenden Liste sind die höchsten Erhebungen der Sierra de Guadarrama aufgezählt:
- Peñalara (2430 m), höchster Berg der gesamten Sierra de Guadarrama
- Risco de los Claveles (2387 m)
- Cabezas de Hierro (2383 m), höchster Berg der Cuerda Larga
- Risco de los Pájaros (2334 m)
- Dos Hermanas (2285 m)
- Cerro de Valdemartín (2280 m)
- Bola del Mundo, auch: Alto de las Guarramillas (2265 m)
- Pandasco (2238 m)
- La Maliciosa (2227 m)
- El Nevero (2209 m), einer der nördlichsten Berge der Sierra
- Montón de Trigo (2161 m), gehört zu Mujer Muerta
- Siete Picos (2138 m)
- La Najarra (2108 m)
- Flecha (2078 m)
- Peña del Águila (2010 m)
- La Peñota (1945 m)
- Monte Abantos (1753 m), einer der südlichsten Berge,
- El Yelmo (1717 m), der wichtigste Berg von La Pedriza
- Cerro de San Pedro (1423 m)

### Geologie
Die Sierra de Guadarrama entstand durch das Aufeinandertreffen zweier tektonischer Platten, dem südlichen Sub-Plateau und dem nördlichen Sub-Plateau, die beide zur Meseta (Meseta Central) der iberischen Halbinsel gehören. Die Sierra entstand während der alpinen Gebirgsbildung im Känozoikum (auch Erdneuzeit genannt), das vor ca. 65,5 Mio. Jahren begann; sie ist somit wesentlich älter als beispielsweise die Pyrenäen, Alpen, Anden oder der Himalaja. Das Gestein, auf dem die Sierra aufsitzt (der Granitsockel der Meseta), ist älter, und stammt aus der Variszischen Orogenese während des Paläozoikums (auch Erdaltertum genannt), als die Kontinentalkollision dazu führte, dass aus Laurasia und Gondwana Pangaea entstand. Weil die Gesteine seit ihrer Entstehung starker Erosion ausgesetzt waren, sind heute sowohl die Berggipfel, die bei den Bergleuten als Cuerdas („Seile“) bekannt sind, als auch die nördlichen und südlichen Ausläufer sehr abgeflacht.

### Entstehung
Während des mittleren Paläozoikums (vor 360 bis 290 Mio. Jahren) entstand Gneis durch Faltenwurf und Metamorphose aus Granit und Sedimenten. Während des oberen Paläozoikums (vor 290 bis 250 Mio. Jahren) wurde der Gneis gebrochen, wodurch Magma an die Oberfläche treten konnte, die dort aushärtete und eine Hochebene (meseta) mit einem Granitsockel bildete. Während des Perm, in der letzten Phase des Paläozoikums, wurde das gesamte Gebirge durch die Plattentektonik angehoben. Seit Beginn des Mesozoikums (vor 250 bis 65 Mio. Jahren), und bis heute, wurden die Berge abgetragen und die Silhouette abgeflacht.
Ebenfalls während dieser Zeit sorgte eine Verschiebung der Ozeane dafür, dass die Sierra Teil eines Ozeans wurde (es ist möglich, dass die heutigen Berge zu diesem Zeitpunkt als kleine Inseln kaum über die Wasseroberfläche ragten). Hierdurch entstanden Sedimentationsbecken, in denen sich aus den Ablagerungen später Kalk bildete. Diese befinden sich heute am Rand und im Inneren der Sierra. Einige davon kann man in El Vellón, La Pinilla oder in Patones sehen.
Während des Känozoikums (Erdneuzeit), d. h. vor etwa 65 bis 1,8 Mio. Jahren, wurde die Sierra erneut angehoben und in jene Blöcke geteilt, die wir noch heute vorfinden. Durch die Erosion des Gesteinsmassivs füllten sich die Täler mit Sandstein. Die Gletscher des Quartärs (Eiszeit) (vor 1,8 Mio. Jahren bis heute) hinterließen in der Sierra de Guadarrama kleine Kare sowie durch Gletscher gestaltete Seen und Moränen. Beispiele hierfür können am Berg Peñalara gefunden werden. Auch die Berge El Nevero und La Maliciosa weisen noch Spuren der Eiszeit auf. Die Geomorphologie, wie wir sie heute vorfinden, wurde schließlich in den letzten Millionen Jahren beendet. Sie entstand durch die Einwirkungen der Gletscher, durch die Konsolidierung der Flussläufe, und durch das Abtragen von Tälern und das Herausbilden von Terrassen.

## Geschichte

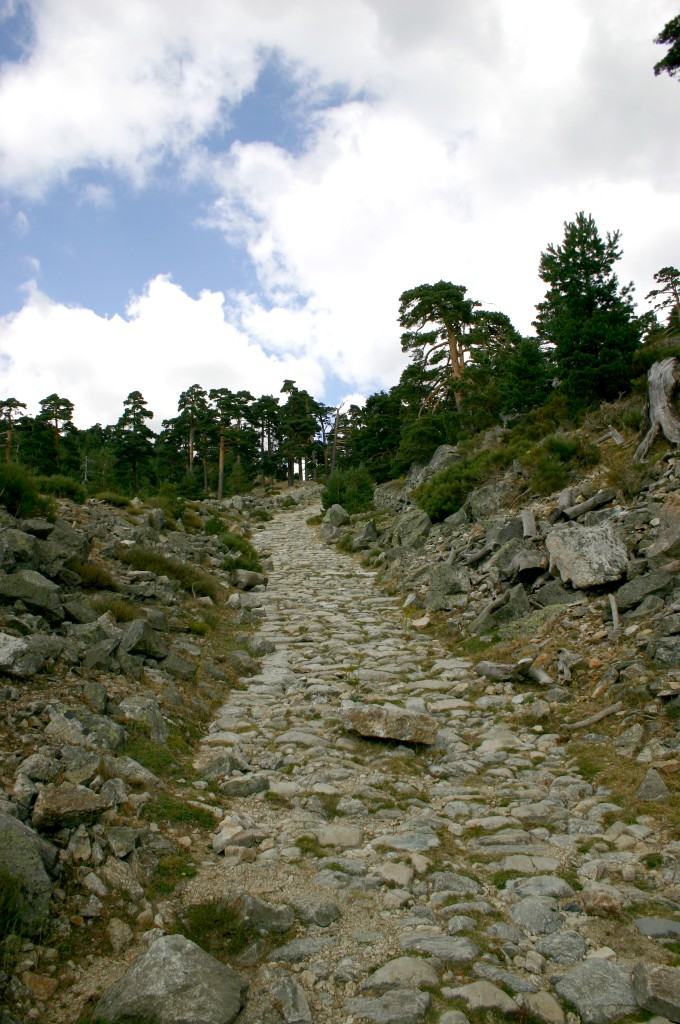
Römerstraße im Valle de la Fuenfría

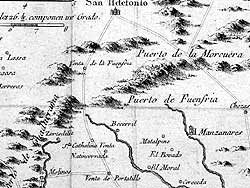
Karte der Sierra de Guadarrama von 1760

Die Hügel Torralba und Ambrona liegen etwa 150 km nordöstlich von Madrid. Auf den sich gegenüberliegenden Hügeln befand sich ein altpaläolithischer Jagdplatz aus der Zeit um 400.000 v. Chr. Der zentrale Teil der Sierra de Guadarrama gehörte bereits in römischer Zeit der Stadt Segovia, einschließlich aller Wälder und Weiden auf beiden Seiten des Gebirges. Dennoch kam es mit der Reconquista und der anschließenden Repoblación des Taifa-Königreichs Toledo (11. und 12. Jhd.) bald zu Konflikten mit Madrid und Guadalajara, die ebenfalls Teile der Sierra de Guadarrama beanspruchten. Ein strategisch wichtiger Punkt war die Burg von Manzanares el Real, die dem Ducado del Infantado aus der Familie Mendoza gehörte.
Im 19. Jahrhundert schrieb die durch Javier de Burgos vorgenommene Einteilung Spaniens in Provinzen die Aufteilung der Berge zwischen Madrid und Segovia fest. Seither ist die Gipfellinie der Sierra de Guadarrama die Grenze zwischen Neukastilien und Altkastilien.
Als natürliche Barriere war dieses Gebirge in vielen Kriegen und Fehden Schauplatz entscheidender Schlachten. Hier verlief jahrhundertelang die Grenze zwischen den christlichen Königreichen im Norden und den moslemischen Reichen im Süden. Aus dieser Zeit sind mittelalterliche Städte samt ihren Stadtmauern erhalten geblieben, wie Buitrago de Lozoya bei Madrid oder Pedraza bei Segovia, sowie Burgen wie die von Manzanares el Real.
Auch im Spanischen Unabhängigkeitskrieg gegen die französischen Eroberer kam es im Jahr 1808 an einem Pass in der Sierra de Guadarrama zur Schlacht von Somosierra. Die napoleonischen Truppen, verstärkt durch polnische Lanzierer, vertrieben unter hohen Verlusten die spanischen Verteidiger vom Pass. Zur Erinnerung an diese Entscheidungsschlacht, die dem französischen Heer den Weg nach Madrid öffnete, wurde ein Denkmal auf dem Pass errichtet. Der Name „Somosierra“ findet sich auch auf dem Triumphbogen in Paris. 1923 wurde die Bahnstrecke Cercedilla–Cotos eröffnet. Während fast des gesamten Spanischen Bürgerkriegs war die Sierra de Guadarrama Frontgebiet, entlang der Gipfellinie sind heute noch Schützengräben und Kasematten erhalten. Der Guadarrama-Pass hieß zur Zeit der Franco-Diktatur „Alto de los Leones de Castilla“, um an den Versuch der falangistischen Milizen zu erinnern, den Pass 1936 einzunehmen. Das riesige Betonkreuz im Valle de los Caídos erinnert an all diese Geschehnisse.

## Literatur und Kunst

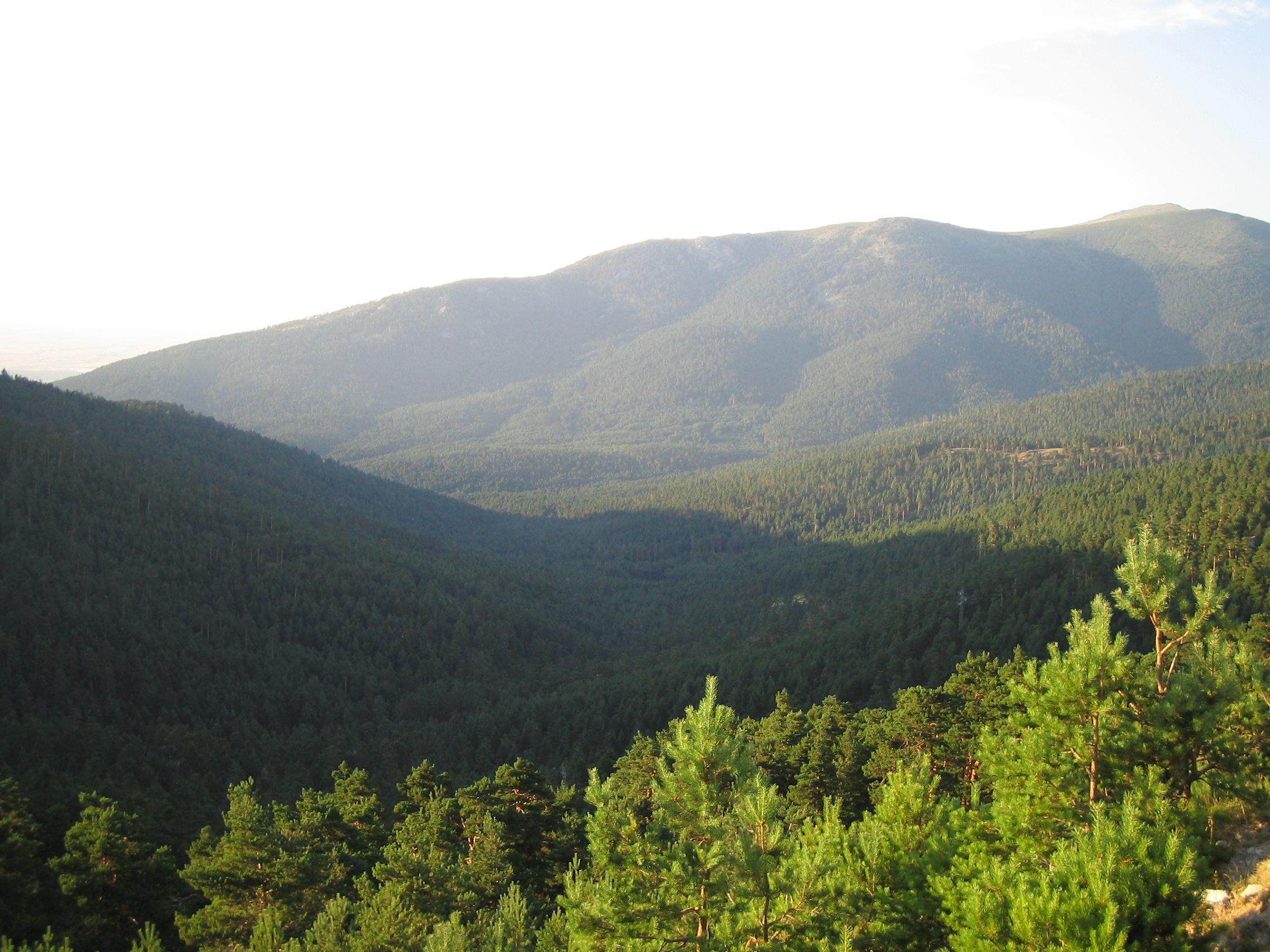
Kiefernwälder im Tal von Valsaín (im Sommer aufgenommen)

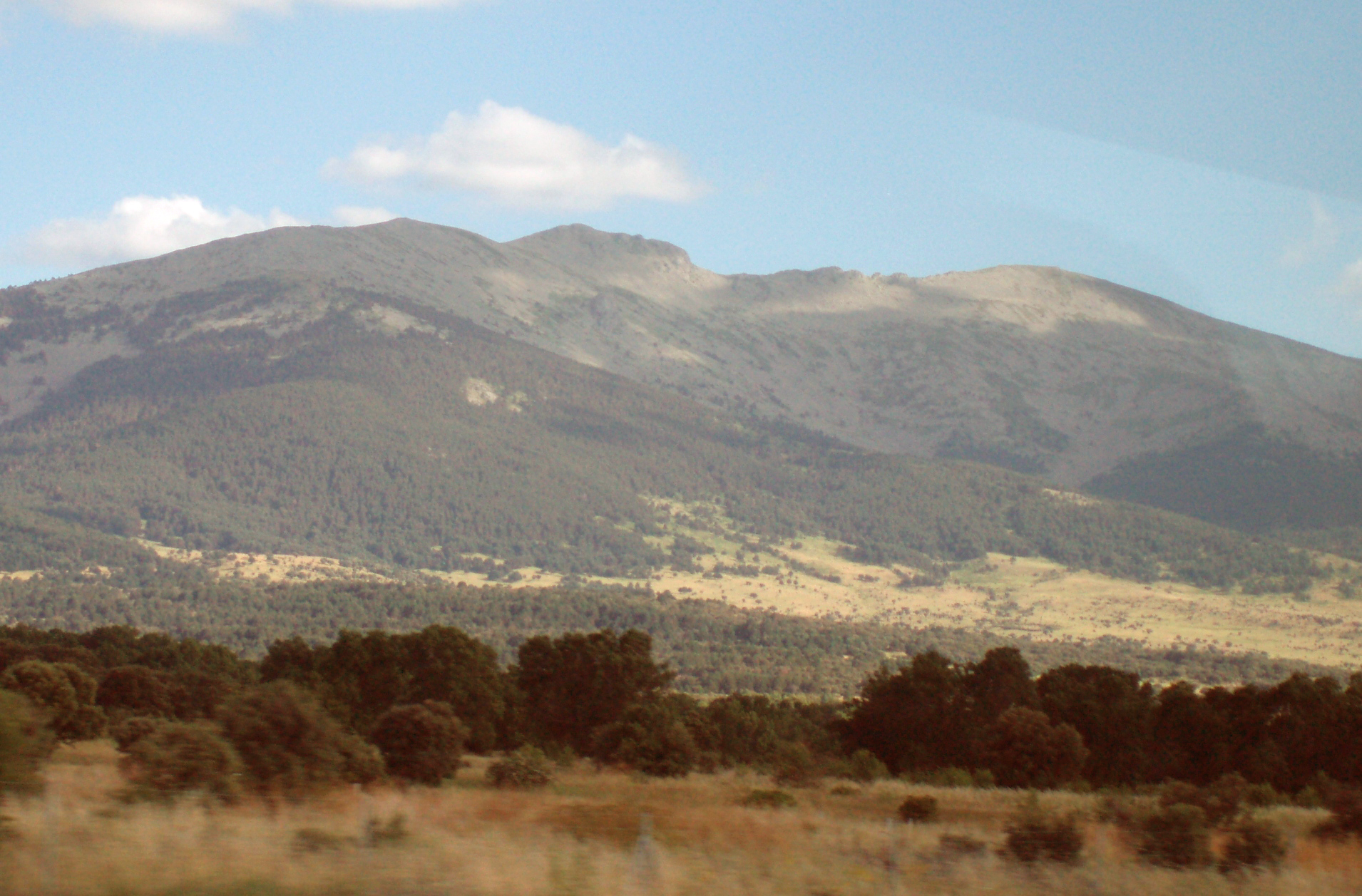
Bergkette der La Mujer Muerta, von Segovia her aufgenommen